# Universidad de los Andes (Chile)
La Universidad de los Andes (UANDES) es una universidad privada autónoma y católica chilena. Fundada el 8 de septiembre de 1989, su sede central se encuentra en Santiago de Chile. Su fundación está inspirada en la figura de Josemaría Escrivá de Balaguer, fundador del Opus Dei.
Actualmente se encuentra acreditada por la Comisión Nacional de Acreditación (CNA-Chile) por un período de 6 años (de un máximo de 7), desde diciembre de 2022 hasta diciembre de 2028.Figura en la posición 11 dentro de las universidades chilenas según la clasificación webométrica SCImago Institutions Rankings (SIR) 2024.Está en la posición 24 según el ranking de Webometrics 2024. Está en la posición 8-9 a nivel nacional en el QS Rankings 2024.Está en la posición 6-16 a nivel nacional en el ranking Times Higher Education 2024.

## Historia
La Universidad fue fundada el 8 de septiembre de 1989 por un el grupo de empresarios y académicos, entre los que estaban los empresarios Eduardo Fernández León, Matías Izquierdo Menéndez y Eduardo Guilisasti Gana.
En 1990 comenzó la Facultad de Derecho y luego la Facultad de Medicina y el Instituto de Filosofía. Con los años se fueron sumando nuevas carreras hasta contar hoy con un total de 22 carreras de pregrado, 10 programas de bachillerato, 1.700 docentes, 4 doctorados, 8 postítulos, 21 programas de magíster, 25 diplomados y 27 especialidades del área de la salud.

## Infraestructura
En el Campus San Carlos de Apoquindo, la Universidad cuenta con nueve edificios, incluidos la Escuela de Negocios ESE Business School, el edificio de Ingeniería, una biblioteca, el Edificio Central, que alberga las oficinas de la mayoría de las unidades de apoyo, salas de clases, una sala de grados, y las oficinas de rectoría. Además posee dos campos clínicos propios, uno de ellos es un centro de salud situado en San Bernardo y la Clínica Universidad de los Andes, que está integrada al campus universitario.

## Rectores
- Rector de la Universidad de Los Andes, José Antonio Guzmán Cruzat.1989-1998:  Raúl Bertelsen Repetto
- 1999-2003:  Oscar Cristi Marfil

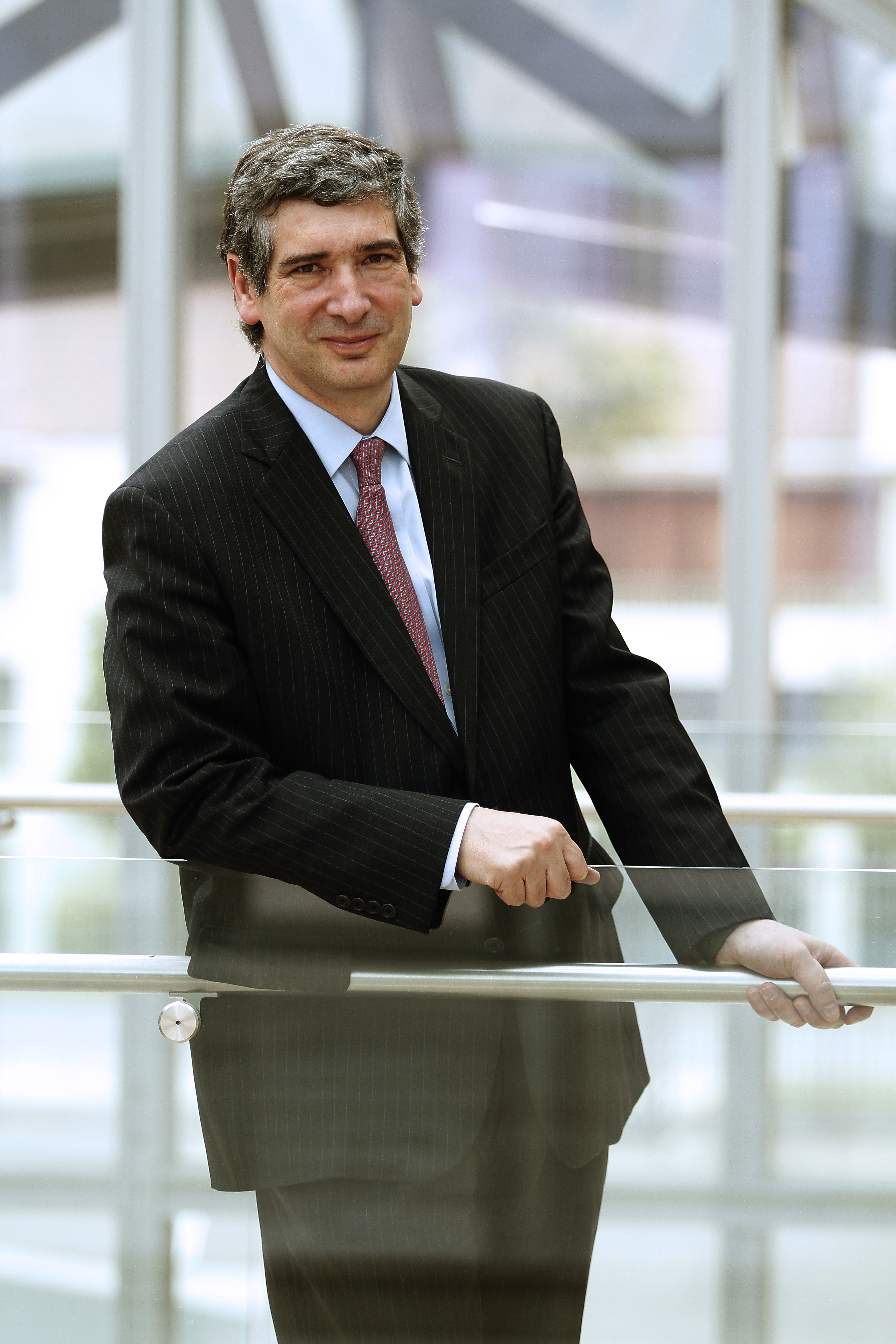
Rector de la Universidad de Los Andes, José Antonio Guzmán Cruzat.

- 2004-2013:  Orlando Poblete Iturrate
- 2014-Actualidad:  José Antonio Guzmán Cruzat[12]

## Carreras y Programas Académicos
La Universidad de los Andes imparte 27 carreras universitarias conducentes a títulos profesionales. Además dicta 10 programas de Bachillerato, los cuales tienen continuidad de estudios en esa u otra casa de estudios superiores.
| La Universidad de los Andes fue la primera universidad privada chilena no perteneciente al Consejo de Rectores (CRUCH) en impartir la carrera de Medicina. - Medicina - Odontología - Nutrición y Dietética - Enfermería - Psicología - Kinesiología - Terapia Ocupacional - Obstetricia y Puericultura - Administración de Servicios - Ingeniería Comercial - Ingeniería Civil Ambiental - Ingeniería Civil en Obras Civiles - Ingeniería Civil Industrial - Ingeniería Civil Eléctrica - Ingeniería Civil en Ciencias de la Computación - International Business - Derecho - Derecho y Filosofía - Periodismo - Filosofía - Literatura - Historia - Publicidad - Comunicación Audiovisual | - Educación de Párvulos - Pedagogía en Educación Básica - Pedagogía Básica Bilingüe - Bachillerato de Medicina - Bachillerato de Odontología - Bachillerato de Psicología - Bachillerato de Enfermería - Bachillerato de Ingeniería Comercial - Bachillerato de Ingeniería Civil - Bachillerato en Humanidades - Bachillerato de Derecho - Bachillerato en Salud - Bachillerato en Obstetricia y Puericultura |

### Facultades y Unidades Académicas
Actualmente, la universidad cuenta con nueve facultades, once escuelas y otras tres unidades académicas de gobierno independiente:
- Escuela de Administración de Servicios
  - Administración de Servicios

- Escuela de Psicología
  - Psicología

- Facultad de Ciencias Económicas y Empresariales
  - Ingeniería Comercial
  - International Business

- Facultad de Comunicación
  - Comunicación Audiovisual
  - Periodismo
  - Publicidad

- Facultad de Derecho
  - Derecho

- Facultad de Educación
  - Educación de Párvulos
  - Pedagogía Básica
  - Pedagogía Media para Licenciados
  - Pedagogía Básica Bilingüe
  - Pedagogía Media en Religión Católica

- Facultad de Enfermería y Obstetricia
  - Escuela de Enfermería
  - Escuela de Obstetricia y Puericultura

- Facultad de Filosofía y Humanidades
  - Instituto de Historia
  - Instituto de Filosofía
  - Instituto de Literatura

- Facultad de Ingeniería y Ciencias Aplicadas
  - Ingeniería Civil Ambiental
  - Ingeniería Civil en Obras Civiles
  - Ingeniería Civil Industrial
  - Ingeniería Civil Eléctrica
  - Ingeniería Civil en Ciencias de la Computación

- Facultad de Medicina
  - Escuela de Fonoaudiología
  - Escuela de Kinesiología
  - Escuela de Medicina
  - Escuela de Nutrición y Dietética
  - Escuela de Terapia Ocupacional

- Facultad de Odontología
  - Odontología

- Instituto de Ciencias de la Familia
- Programas de Bachillerato
  - Bachillerato de Derecho
  - Bachillerato de Enfermería
  - Bachillerato en Humanidades
  - Bachillerato de Ingeniería
  - Bachillerato de Ingeniería Comercial
  - Bachillerato en Salud
  - Bachillerato de Medicina
  - Bachillerato de Odontología
  - Bachillerato de Obstetricia y Puericultura
  - Bachillerato de Psicología

- Centro de Estudios Generales

## Convenios internacionales
La Universidad cuenta con un importante número de convenios internacionales con universidades de todo el mundo y alberga diferentes Centros de Investigación e Institutos, que despliegan su quehacer investigativo en distintos saberes al servicio de la sociedad. En los últimos años ha experimentado un fuerte crecimiento en cursos y diplomados de Educación Continua. 

## Participación estudiantil
En 2012 se llevó a cabo la primera elección para una Federación de Estudiantes, resultando elegida la lista «Construye» liderada por el estudiante de ingeniería civil Nicolás Peñafiel. Actualmente, la Federación de Estudiantes se encuentra representada por Constanza Briceño (PER), del movimiento Crea Uandes para el periodo 2023.
Algunos presidentes anteriores han sido los siguientes:
- 2022: Alejandro Cifuentes (FIL), Movimiento Crea Uandes
- 2021: Matías Kast (PSI), Movimiento Crea Uandes
- 2020: Ignacio Cruz (MED),[16] Movimiento Renovación Universitaria
- 2019: Florencia Barañao (ENF),[17] Movimiento Crea Uandes
- 2018: Valentina Guerrero (DER), Movimiento Avanza Uandes
- 2017: Álvaro Arriagada (ICOM), Movimiento Crea Uandes
- 2016: Vicente Chomón (DER),[18] Movimiento Avanza Uandes
- 2015: Patricio Werner (MED), Federación de Turno Electa por los Presidente de los Centros de Alumnos
- 2014: Constanza Astorga (ENF), Movimiento Construye Uandes
- 2013: María Teresa Urrutia (DER), Movimiento Construye Uandes
- 2012: Nicolás Peñafiel (ING), Movimiento Construye Uandes[19]